# Born Gyula
Báró Born Gyula Frigyes (Budapest, 1901. január 1. – Gyöngyös, 1972. március 29.) magyar gépészmérnök.

## Életpályája
1919-ben érettségizett a budapesti piarista gimnáziumban. 1925-ben diplomázott a budapesti Műegyetemen, mint gépészmérnök. 1925–1936 között Berlinben az AEG-nél üzemmérnök volt. 1930-ban műszaki doktorátust szerzett a brüsszeli Université Polytechnique-en. 1936-ban hazatért Berlinből. 1936–1938 között a budapesti Első Magyar Gazdasági Gépgyár konstruktőre, 1938–1940 között műszaki igazgatója volt. 1940–1942 között a Budapest–Salgótarjáni Gépgyár és Vasöntő Rt. műszaki igazgatója, 1942–1948 között vezérigazgatója volt. 1944-ben sikerült megakadályoznia a gyár Nyugatra telepítését, így a termelés már 1945-ben megindulhatott. 1946–1948 között a szerszámgépiparban a jóvátételi munkaközösség vezetője volt. 1949–1951 között a Gépipari Igazgatóság előadója volt. 1951-ben – a Rákosi-korszakban – kitelepítették. 1952-ben a Tömegcikkipari Központ munkatársa, a vidéki gyárak fejlesztésének és profilkialakításának felelőse volt. 1952–1966 között a MÁV gyöngyösi Váltó- és Kitérőgyárának üzemmérnöke volt. 1966-ban nyugdíjba vonult.

### Munkássága
Sokoldalú feltaláló volt, több újítás és találmány szerzője. Az 1920-as években Mihály Dénesnek (1894–1953) megtervezte és kivitelezte az első mozgóképes televízió adóvevő mechanikai elemeit. Asbóth Oszkárnak (1891–1960), a helikopter megalkotásában segédkezett. 1945 után fontos szerepet játszott a háborús károk felszámolásában, a gépgyártás újraindításában, új vidéki gépgyárak megszervezésében, profiljaik kialakításában. Legfontosabb újítása, a sínek magas frekvenciájú indukciós keményítése révén lehetővé tette a kis sugarú ívbe épített sínek gyors és nagymérvű kopásának kiküszöbölését (MÁV-szabadalom, 1967).

## Családja
A család osztrák nemességet és báróságot kapott 1880-ban. Szülei: Born Frigyes Pál (1873–1944) bányatulajdonos és Gajáry Mária Stefánia (1877–1970) voltak. 1944-ben, Budapesten házasságot kötött Deményi Edit Margittal (1918–1990). Egy fiuk született: Born András Gyula (1946-) jogász.